# Solo para mujeres
Solo para mujeres es un concepto de streaptease teatral, enfocado principalmente al mercado femenino en México. Su originalidad radica en la presentación de conocidas estrellas del espectáculo en México, generalmente actores de telenovelas.

## Creación
Alexis Ayala comentó en una entrevista que la idea surgió luego de ver la película inglesa The Full Monty de 1997. Planteó la idea a sus amigos colegas del espectáculo y entonces comenzaron a afinar los detalles, a elegir el elenco, a ejercitarse, etc.
La primera presentación de la obra fue considerada por algunos sectores conservadores mexicanos como una obra de mal gusto, sin embargo logró mantenerse diez años en cartelera, cambiando de elenco.

## Accidente
El 4 de mayo de 2005, el elenco se encontraba realizando un recorrido en motocicletas para grabar un nuevo spot cuando fueron embestidos por un vehículo. Como resultado de este hecho fallecería al día siguiente el actor Édgar Ponce. También resultaron heridos los actores Roberto Alzate, Armando El muñeco y Marco Méndez. El responsable del accidente fue detenido y enjuiciado por el hecho.

## Cierre de la obra
Luego de más de diez años en cartelera y recorridos por todo México, algunas ciudades de la Unión Americana y Centroamérica, el show terminó sus representaciones con una función en la cual se incluyó a parte del elenco original.

## Algunos de los participantes
A lo largo de más de diez años de presentarse la obra, muchos actores han bailado en ella. Esta es una lista parcial de los actores participantes de la obra.
- Alexis Ayala
- Sergio Mayer
- Edgar Ponce
- Raúl Magaña
- Juan Carlos Casasola
- Jorge Salinas
- Carlos Balart
- Eduardo Yáñez
- Jorge Aravena
- Gabriel Soto
- William Levy
- David Zepeda
- Julian Gil
- Juan Vidal
- Poncho de Nigris
- Roberto Assad
- Eduardo Rivera
- Manuel Landeta
- Latin Lover
- Xavier Ortiz
- Hugo Acosta
- Eduardo Rodríguez
- José Ron
- Francisco Rossell
- Bobby Larios
- Rafael Nieves
- Cesar Urena
- Raúl Coronado
- Jorge Capin
- Carlos López
- Emmanuel Palomares
- Ezequiel Meilutis
- German Gutierrez